# Municipio de New Dosey
El municipio de New Dosey (en inglés, New Dosey Township) es una subdivisión administrativa ubicada en el condado de Pine, Minnesota, Estados Unidos. Según el censo de 2020, tiene una población de 86 habitantes.

## Geografía
Está ubicado en las coordenadas 46°13′30″N 92°26′10″O / 46.22500, -92.43611. Según la Oficina del Censo de los Estados Unidos,  tiene una superficie total de 292.93 km², de la cual 292.73 km² corresponden a tierra firme y 0.20 km² es agua.

## Demografía
Según el censo de 2020, hay 86 personas residiendo en la zona. La densidad de población es de 0.20 hab./km². El 88.37 % son blancos, el 2.33% son amerindios, el 2.33% son asiáticos y el 6.98% son de una mezcla de razas. Del total de la población el 4.65 % son hispanos o latinos de cualquier raza.